# Cyan (banda)
Cyan es una banda pop rock formada por Javi Fernández, Jordi Navarro, Gorka Dresbaj y Sebastián Limongi, de la ciudad de Barcelona, España. La banda lleva en activo desde el 2008, año en el que publicó su primer trabajo homónimo. Posteriormente en el 2011 publicó su segundo disco "Historias para no romperse" con el que la banda realizó extensas giras por toda la geografía Española y en febrero de 2013 el grupo publicó su tercer disco de estudio "Delapso".
Su estilo se mueve entre el rock/pop en ocasiones delicado y el rock alternativo más intenso y complejo.
La banda se encuentra actualmente promocionando de gira su último trabajo Delapso.

## Historia

### Primera etapa con el disco "Cyan" (2007-2010)
En 2008 publican su primer disco "Cyan" con el que hacen una serie limitada de conciertos saliendo en pocas ocasiones de Barcelona por ciudades como Murcia, Madrid, Bilbao, Oviedo o Valencia. El grupo empieza a hacer cierto ruido mediático pero siempre en un ámbito reducido. Este disco supone el primer tímido paso de la banda en la industria musical.

### Historias para no romperse (2011 - 2012)
En 2011 la banda publicó su segundo disco "Historias para no romperse". El disco salpicado de nuevas sonoridades y tintes electrónicos suponía un cambio importante en el sonido de la banda que dejaba de lado su parte más atmosférica para centrarse en su esencia más rock pop.
El disco fue considerado por Arturo Paniagua de  Radio 3 (Radio Nacional de España) uno de los cinco mejores discos del año junto a los discos de Vetusta Morla, Adele, Russian Red, y Zahara.  
Avalados por el público y la crítica especializada como la revista Rolling Stone o RTVE, que ya les situaban con este disco junto a la vanguardia nacional, presentaron su disco por toda la geografía española, así como participando en varios de los festivales más punteros del país como Sonorama Ribera, Arenal Sound, Monkey Week, EcoPop, Territorios Sevilla o Fnac Music Festival. 
Cerrando su extensa gira se encargaron también de abrir varios de los conciertos de la gira "Hacia lo Salvaje" de Amaral en ciudades como Valencia, Santander, Cádiz o Málaga entre otras.

### Delapso (2013 - presente)
Con "Delapso" publicado en febrero de 2013 la banda presenta un trabajo influenciado por todo lo aprendido en la extensa gira que la banda realizó con su anterior trabajo. Se trata del disco más crudo, más roquero, más directo y más complejo de la banda en todos los sentidos, tanto a nivel musical como a nivel de sus letras.
"Delapso" nace de una serie de necesidades involuntarias: la de reencontrarse con un bagaje musical más oscuro y menos evocador que en anteriores entregas. La de mostrar su fascinante universo cultural e intelectual a través de sus canciones. La de cautivar   con un sonido aparentemente sucio, singular, que les ha acercado a un rock más intuitivo, emocionante y poliédrico y que; definitivamente, les aleja del pop inofensivo convencional.
El álbum puede considerarse un disco conceptual, "Delapso" es una palabra que ha acuñado la banda que define la vida y su sentido como un compuesto de lapsos de tiempo de diferente duración e intensidad. Estos lapsos sirven de punto de referencia sobre los que construir las decisiones. Siendo "Delapso" el mapa de quien uno es, de su vida hasta el momento actual en el que se encuentra.
Del mismo modo que el título alberga una carga conceptual importante, las canciones también llevan parte de esta carga. Los textos del disco están cargados de auto-crítica, de crítica al sistema educativo, al contexto social complicado del país o de crítica a la infravaloración del poder de la creatividad. 
También es posible encontrarse con odas a la tenacidad y a la independencia personal en forma de delicadas historias, por ejemplo acerca de personajes como Philippe Petit.
Las canciones de “Delapso” parecen erigirse más como cantos o himnos que pretenden hacer despertar al individuo de su letargo, 
Con este disco el grupo emprende una nueva etapa en la que se encuentra ahora sumergido, iniciando una gira por todo el país.

## Componentes

### Miembros

#### Miembros de la banda actuales
- Javi Fernández (Barcelona, 1983 ):  Voz principal, piano y guitarra.
- Jordi Navarro (Barcelona, 1982 ): Guitarra y electrónica (sintetizadores y programaciones ).
- Gorka Dresbaj (Bilbao, 1977 ): Guitarra y electrónica (sintetizadores y programaciones ).
- José Tejedor (Barcelona) : Bajo
- Sel Lee (Murcia ): Batería

#### Miembros temporales
- Antonio Lara: Bajo (2008 - 2012)
- José Arcas: Bajo (2012)
- Sebastián Limongi: Batería (hasta 2013)

## Influencias musicales
Las influencias musicales de la banda son muy amplias y no atienden a un estilo en concreto. 
- Latino americana contemporánea: Zoé, Gustavo Cerati, Natalia Lafourcade o Soda Stereo son artistas que han aparecido mencionados en más de una entrevista realizada por el grupo.
- El grunge o sonido de Seattle: Pearl Jam, Alice in Chains, Nirvana o Mudhoney son influencias que ha mencionado la banda en múltiples ocasiones. Sobre todo supone uno de los puntos en común y de encuentro a nivel musical que tienen los miembros de la banda, ya que este sonido y género les acompañó en la adolescencia.
- Draco Rosa : El álbum "Vagabundo" de este artista puerto riqueño se conoce como el álbum de rock cantado en español favorito de más de uno de los miembros del grupo.
- Electrónica: Deadmau5, STRBKT o Die Antwoord son otras de las bandas que han aparecido mencionadas en entrevistas realizadas por la banda. Se conoce la especial predilección hacia el género de la electrónica por parte de Gorka Dresbaj, uno de los guitarras compositores de Cyan.
- Metal: Bandas como Meshuggah, Megadeth o Metallica suponen los inicios musicales de los dos guitarras de la banda, Jordi y Gorka quien en su pasado habían estado en activo en varias bandas de este género.
- Rock Español: Los piratas o Héroes del Silencio son unas de las pocas influencias que se conoce del grupo de música creada en su propio país.

### Versiones
- "La leyenda del tiempo" de Camarón de la Isla: Se sabe que el grupo tiene cierta admiración por el cantaor gaditano, en particular por lo revolucionario de su álbum "La leyenda del tiempo". En múltiples ocasiones, sobre todo por conciertos realizados en la comunidad de Andalucía, el grupo ha interpretado una particular versión de la canción.
- "Salitre" de Quique González: El grupo incluyó en su EP publicado en 2012 "Que viva ese ruido" una versión de "Salitre" del cantautor madrileño.

## Letras
Las letras de todos los trabajos de Cyan hasta la fecha las ha escrito el propio vocalista Javi Fernández, a excepción de "Venus en guerra" extraída del primer disco "Cyan" que fue escrita por Gorka Dresbaj y Javi Fernández. 

## Grabaciones
Todas las grabaciones que ha realizado la banda, desde el primer disco en 2008 hasta su último trabajo "Delapso" en 2013 han corrido a cargo de Gorka Dresbaj y Jordi Navarro (los dos miembros activos de la banda)  en el estudio de grabación The Room Bcn de Barcelona. 
La banda ha optado siempre por tener un control total de su sonido, encargándose así de componer, grabar, mezclar y en ocasiones masterizar, todos los trabajos de su carrera. En este aspecto los dos guitarras de la banda Jordi y Gorka son en gran parte responsables del sonido de la banda en sus diferentes trabajos.

## Discografía

### Álbumes
Delapso (2013)
1. Ballet mental
2. Un colectivo de raro propósito
3. Aquitania
4. Sólo es una herida
5. Philippe Petit
6. Belva
7. Síndrome de París
8. Enfilando tu hoguera
9. El puente suspendido
10. Frovocador

Historias para no romperse (2011)
1. Turistas heridos
2. Te deslizas
3. Esos niños
4. Las cenizas del verano
5. En mi nave
6. Volando eléctrico
7. Para destriparme
8. Congelados por la estela
9. Estrella mutilada
10. Mecanismos nocivos

Cyan (2008)
1. El sabor de los segundos
2. cAlma
3. Giramos en el centro
4. Equilibrio
5. Túnel
6. Viajes imposibles
7. Corazón de madera
8. No estamos perdidos
9. Venus en guerra
10. Desorientado

### EP
Que viva ese ruido (2012)
1. Que viva ese ruido
2. En mi nave
3. Salitre
4. En mi nave RMX